# 기쁨의교회

기쁨의교회 전경

기쁨의교회는 캠퍼스 선교단체 사역을 하던 정의호 목사를 중심으로 1996년 개척된 교회이다. 처음에는 건국대와 세종대 근처 화양리 상가 2층에서 시작하여 1998년 분당 구미동으로 이전했고 2007년부터 현재 용인에서 예배를 드리고 있다.

## 소속
기쁨의 교회는 현재 한국 독립교회 선교단체 연합회소속으로 한국독립교회 선교단체연합회는 갈보리교회, 할렐루야교회, 우리들교회, 5개 대학교 등 6,000여 단체가 가입된 연합회이다.

기쁨의교회 로고

## 예배시간
| 예배              | 시간                    | 장소                              | 안내                                      |
| 새벽예배(월~금)   | 월~금 오전 05:30        | 쉐키나 채플 (3,4층)               | 예배시간 5분전 찬양이 시작                |
| 주일예배 1부      | 주일 오전 09:00         | 쉐키나 채플 (3,4층), 자모실 (4층) | 예배시간 5분전 찬양이 시작                |
| 주일예배 2부      | 주일 오전 11:30         | 쉐키나 채플 (3,4층), 자모실 (4층) | 주일 2부 예배시 동시 통역(영어)이 지원    |
| 금요예배          | 저녁 08:30 ~ 익일 12:00 | 쉐키나 채플 (3, 4층)              | 예배를 위한 중보기도는 저녁 8:20부터 시작 |
| 청년부 예배 (JYC) | 주일 오후 2:30          | 비전채플                          | 미혼 청년 형제, 자매                      |
| 대학부 (JUC)      | JUC - 토요일 오후 12시  | 카라센터                          |                                           |
| 셀(cell) 예배     | 매주 수요일 (각 셀별)   | 각 셀별 처한 장소                 |                                           |
| 고등부 예배 (JTS) | 주일 오전 11:20         | 카라센터                          | 고등학생 대상                             |
| 중등부 예배 (JTS) | 주일 오전 11:20         | 비전채플                          | 중학생 대상                               |
| 유아부 예배       | 주일 오전 09:00         | 드림센터                          | 30개월 ~ 5세 대상                         |
| 유치부 예배       | 주일 오전 09:00         | 드림센터                          | 6 ~ 7세                                   |
| 유년부 예배       | 주일 오전 09:00         | 크리오채플 (지하 1층)             | 초1 ~ 2 대상                              |
| 초등부 예배       | 주일 오전 09:00         | 비전채플 (2층)                    | 초3 ~ 4 대상                              |
| 소년부 예배       | 주일 오전 09:00         | 카라센터                          | 초5 ~ 6 대상                              |
| 장애우 예배       | 주일 오전 09:00         | 만나홀(지하 1층)                  | 장애우를 위한 특별한 예배                 |

## 찾아가는 길
(16919) 경기도 용인시 기흥구 구성로 96
마을버스
- 26-1 : 죽전역 - 칼빈대 - 교회 - 언동중학교
- 31 : 동천역, 죽전역, 보정역, 구성역 - 구성삼거리 - 교회 – 청덕중고교, 지식산업센터
- 33 : 미금역, 오리역, 보정역 - 구성삼거리 - 교회 – 어정역 – 강남대 - 기흥역
- 34 : 오리역, 보정역 - 구성삼거리 - 교회 - 광도와이드빌
- 34-1 : 기흥구청 – 신갈역 – 구성삼거리 - 교회 – 언동중학교 - 효성빌라
- 34-2 : 구성역 – 구성삼거리 - 교회 - 광도와이드빌

좌석버스
- 1241 : 강남 - 판교 – 미금역, 오리역, 보정역 - 구성삼거리 - 교회 - 청덕

일반버스
- 68 : 수지구청역 – 죽전역, 보정역 - 구성삼거리 - 교회 - 동백역 - 용인터미널
- 670 : 광교 – 상현역 - 수지구청 – 죽전역, 보정역 - 구성삼거리 - 교회 - 에버랜드

지하철
- 분당선 죽전역 하차 후 신세계백화점 앞 정류장에서 일반버스 68번, 마을버스 26-1, 31번 타고 삼성래미안 2차 정문 하차
- 분당선 보정역 4번 출구 하차 후 직행버스 1241, 일반버스 68, 670번, 마을버스 31, 33, 34번 타고 삼성래미안 2차 정문 하차
- 분당선 구성역 3번 출구 하차 후 마을버스 31, 34-2번 타고 삼성래미안 2차 정문 하차
- 신분당선 동천역 1번 출구 하차 후 마을버스 31번 타고 삼성래미안 2차 정문 하차